# Kościelny Inspektor Ochrony Danych
Kościelny Inspektor Ochrony Danych – organ monitorujący i zapewniający przestrzeganie przepisów o ochronie danych osobowych w ramach i zgodnie z działaniem Kościoła katolickiego i jego struktur. Instytucję KIOD przewiduje Dekret ogólny w sprawie ochrony osób fizycznych w związku z przetwarzaniem danych osobowych w Kościele katolickim, wydany przez Konferencję Episkopatu Polski 13 marca 2018 r. i promulgowany 30 kwietnia 2018 r.
KIOD jest także organem nadzorczym w rozumieniu art. 91 ust. 2 ogólnego rozporządzenia o ochronie danych.

## Zadania
Do zadań KIOD należy:
- monitorowanie i zapewnianie przestrzegania przepisów o ochronie danych osobowych w ramach i zgodnie z działaniem Kościoła katolickiego i jego struktur;
- upowszechnianie wiedzy o ochronie danych osobowych w Kościele;
- doradzanie administratorom danych i podmiotom przetwarzającym w Kościele w zakresie ochrony danych osobowych;
- udzielanie osobie, której dane dotyczą informacji dotyczących uprawnień przysługujących jej w związku z przetwarzaniem jej danych osobowych;
- rozpatrywanie skarg dotyczących przestrzegania przepisów ustanowionych w Kościele w zakresie ochrony danych osobowych;
- podejmowanie decyzji dotyczących dopuszczalności przekazywania danych do publicznej kościelnej osoby prawnej mającej siedzibę poza terytorium Rzeczypospolitej Polskiej, jeśli istnieją uzasadnione wątpliwości odnośnie do ochrony tych danych;
- współpraca z krajowym organem nadzorczym, w tym dzielenie się informacjami oraz świadczenie wzajemnej pomocy w celu zapewnienia przestrzegania przepisów o ochronie danych osobowych;
- monitorowanie zmian w działalności Kościoła mających wpływ na ochronę danych osobowych, w szczególności stosowania technologii informacyjnych i komunikacyjnych;
- przedkładanie Konferencji Episkopatu Polski propozycji regulacji prawnych bądź zmian regulacji dotyczących ochrony danych osobowych.[1]
- sporządzanie corocznego sprawozdania z działalności[2].

## Uprawnienia
Kościelny Inspektor Ochrony Danych jest uprawniony do:
- żądania od podmiotów przetwarzających dane osobowe w Kościele udzielenia informacji związanych z przetwarzaniem i ochroną danych;
- przeprowadzenia kontroli działalności podmiotów przetwarzających dane osobowe w Kościele;
- nakazania przywrócenia stanu zgodnego z prawem w przypadku stwierdzenia nieprawidłowości przy przetwarzaniu danych;
- nakazania administratorowi poinformowania osoby, której dane dotyczą o naruszeniu ochrony danych;
- podjęcia innych środków, niezbędnych do zapewnienia skutecznej ochrony danych osobowych w Kościele[3].

## Kadencja
KIOD jest wybierany przez Zebranie Plenarne Konferencji Episkopatu Polski na czteroletnią kadencję. Nie istnieje limit kadencji.
Pierwszym Kościelnym Inspektorem Ochrony Danych wybrano 2 maja 2018 r. ks. prof. Piotra Kroczka. W 2022 r. Zebranie Plenarne KEP wybrało tę samą osobę na drugą kadencję.